# Hinrich Lichtenstein
Martin Hinrich Carl Lichtenstein, född 10 januari 1780 i Hamburg, död 2 september 1857 på en resa mellan Korsør och Kiel, var en tysk zoolog.
Lichtenstein utnämndes 1811 till professor i zoologi vid universitetet i Berlin. Hans fleråriga forskningsarbete i Sydafrika skildras i Reisen im südlichen Afrika (två delar, 1810-11); vidare märks Darstellungen neuer oder wenig bekannter Säugetiere (1827-34) och flera ornitologiska arbeten. Han grundlade den zoologiska trädgården (Zoologischer Garten, öppnad 1844) i Berlin. Han invaldes som utländsk ledamot av svenska Vetenskapsakademien 1829.